# Glyptothorax ventrolineatus
Glyptothorax ventrolineatus es una especie de peces de la familia Sisoridae en el orden de los Siluriformes.

## Distribución geográfica
Se encuentra en Manipur (India).